# 中美洲劍尾魚
中美洲劍尾魚（学名：Xiphophorus nezahualcoyotl），為輻鰭魚綱鯉齒目花鳉科的其中一種。

## 分布
本魚分布於中美洲墨西哥Rio Tamasi河流域。

## 特徵
本魚體色為乳黃色，體側有不規則的深色斑點，一些帶深色邊緣的鱗片連接形成彎曲線條。在側射光照下可以看見紫彩虹色，魚鰭透明，有暗黃色色澤，背鰭上有一些亮斑。雄魚生有邊緣為黑色的「短劍」形鰭葉，臀鰭為棒狀。雌魚則為扇形臀鰭。體長可達5公分。

## 生態
本魚棲息於淡水的河流急流中，成魚生活在河流中央，而幼魚和雌魚則聚集在植物根部，性情溫和，屬雜食性。

## 經濟利用
為觀賞性魚類。

## 外部連結
- Froese, R. & Pauly, D. (eds.) (2012). Xiphophorus nezahualcoyotl. FishBase. Version 2012-07.

## 扩展阅读
維基物種上的相關：中美洲劍尾魚